# 연일 노씨
연일 노씨(延日盧氏)는 경상북도 포항시를 본관으로 하는 한국의 성씨이다.

## 참고 자료
- “연일노씨시조(延日盧氏),노증(盧增)”. 성씨닷컴. 2017년 4월 3일. 2022년 11월 30일에 원본 문서에서 보존된 문서.